# Col d'Artigascou
Le col d'Artigascou est un col sur route forestière des Pyrénées françaises dans le département de la Haute-Garonne, sur la commune de Boutx.

## Géographie
Il s'élève à 1 348 mètres d'altitude et relie la vallée de la Garonne à la vallée du Ger ; il donne aussi accès à la station de ski du Mourtis depuis le village de Melles, mais la viabilité de la route n'est pas assurée en hiver. La route forestière au-dessus de la station traverse le bois Épais.